# Orle (Gdańsk)

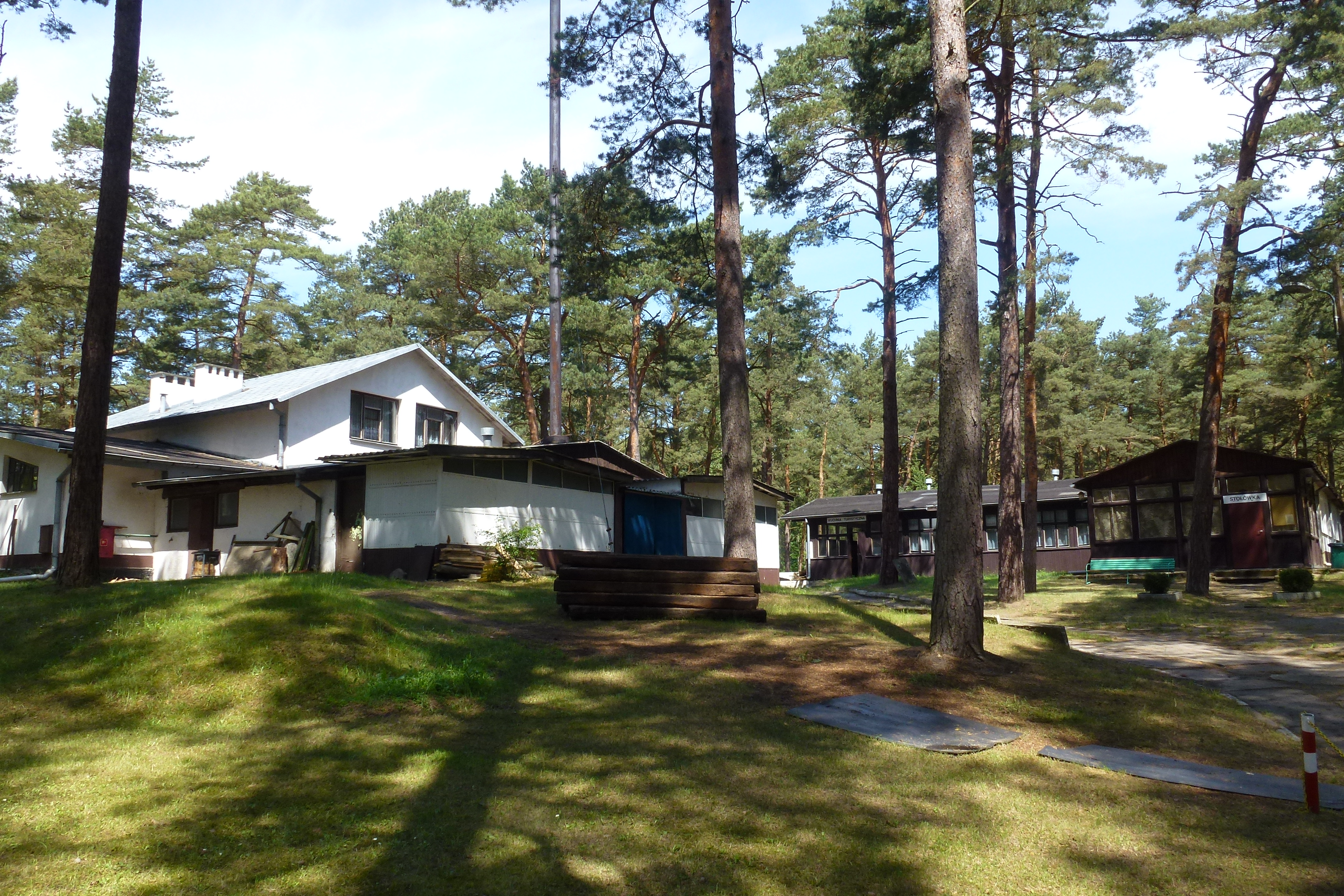
Orle

Orle (dawniej Orlinki, niem. Wordel, kaszb. Òrlé) – osiedle (dawna wieś rybacka) w Gdańsku, na Wyspie Sobieszewskiej, z letnim kąpieliskiem morskim.
Orle zostało przyłączone (wraz z całą Wyspą Sobieszewską) w granice administracyjne miasta w 1973. Należy do okręgu historycznego Niziny.

## Obiekty

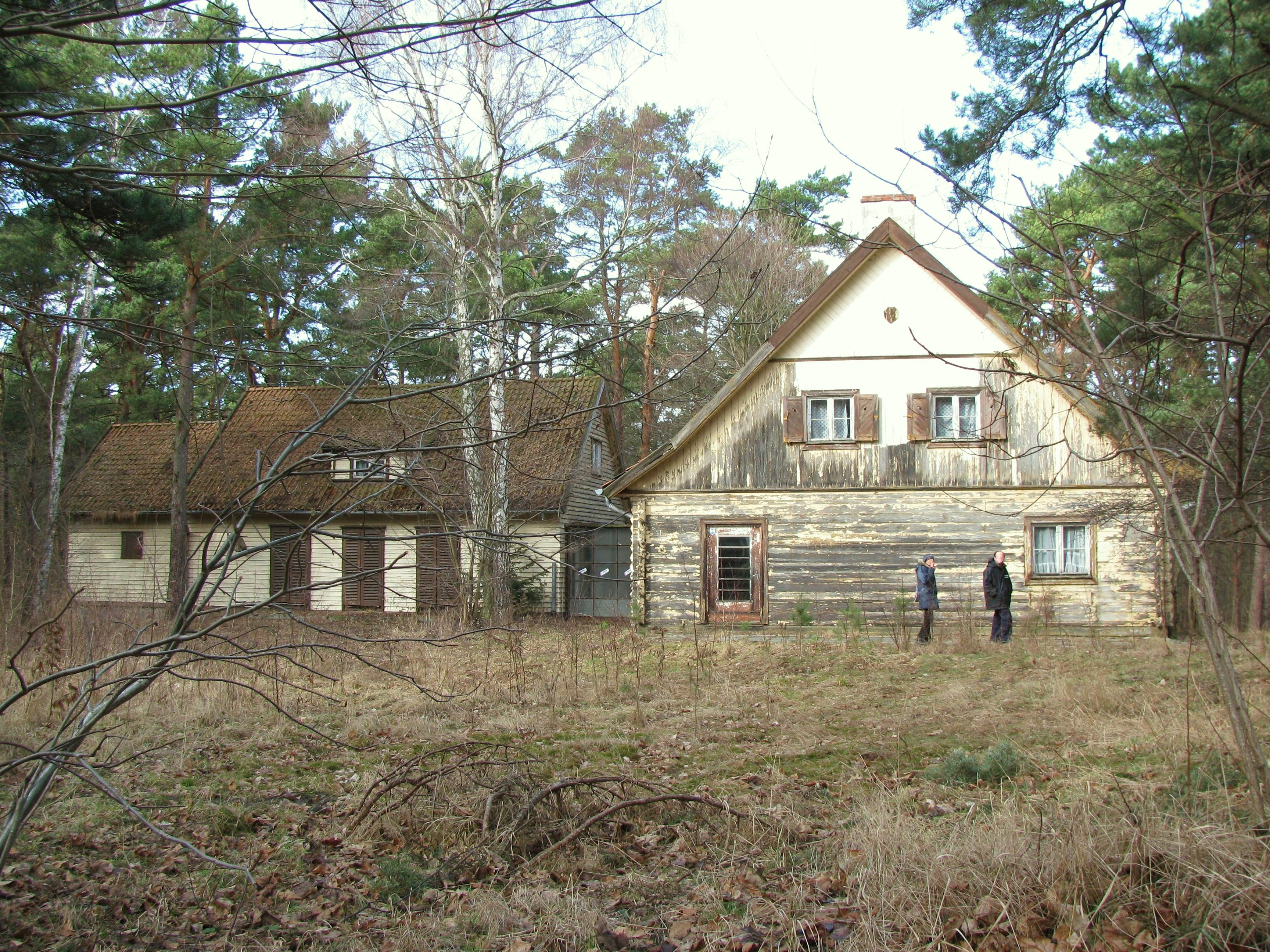
Forsterówka

Znajdują się tu Bałtyckie Centrum Spotkań Młodzieży, kemping, dom wypoczynkowy i sezonowe kwatery prywatne. Na wschód od osiedla znajduje się leśne wzniesienie Góra Orla o wysokości 32 m n.p.m. W kierunku północnym (w odległości 0,8 km), za Lasem Mierzei znajduje się piaszczysta plaża.
W Orlem zorganizowano kąpielisko morskie Gdańsk Orle – obejmujące 100 m linii brzegowej na wysokości wejścia na plażę nr 11.
W 1990 w dawnym letnim ośrodku wypoczynkowym WP powstał ośrodek Katolickiego Stowarzyszenia „Jezus żyje”.

## Transport i komunikacja
Orle położone jest przy drodze wojewódzkiej nr 501. Połączenie z centrum miasta umożliwiają autobusy komunikacji miejskiej (linia nr 112).